# Požár v nočním klubu Colectiv
Požár v nočním klubu Colectiv byl smrtící požár v rumunské Bukurešti, k němuž došlo 30. října 2015. Incident si ke dni 14. března 2016 vyžádal 64 mrtvých a 186 zraněných a stal se tak nejhorší podobnou událostí v Rumunsku za posledních 20 let. Požár propukl během koncertu rumunské metalcorové kapely Goodbye To Gravity, která ten den vydala své druhé album Mantras Of War. V klubu Colectiv, kde bylo toho večera přítomno kolem 400 fanoušků, probíhal jeho křest. Od použité pyrotechniky se vznítila zvuková izolace na jednom z nosných sloupů naproti podiu. Zpěvák kapely ještě stačil požádat o hasicí přístroj, oheň se však rozšířil po celém stropě klubu během 24 sekund. Celkově od vznícení prvních plamenů až do okamžiku, kdy oheň začal uhasínat, uběhlo pouhých 153 sekund.
Kytaristé Vlad Țelea a Mihai Alexandru zahynuli na místě. Těžkým zraněním nakonec podlehli i bubeník Bogdan Lavinius Enache, který zemřel 8. listopadu, a basista Alex Pascu, který zemřel 11. listopadu. Jediným přeživším členem kapely je zpěvák Andrei Găluț, který byl ve vážném stavu hospitalizován s popáleninami na 45% těla. Přímo na místě zahynulo 26 lidí, další člověk zemřel během převozu do nemocnice. Mezi oběťmi byla například osmatřicetiletá Maria Ionová, která pracovala v klubu jako uklízečka. Ovdovělá žena živila pět dětí a invalidního otce. V nadcházejících týdnech a měsících pak svým zraněním podlehlo dalších několik desítek lidí. V nemocnici v Rotterdamu zemřela 7. listopadu 2015 dvacetiletá italská studentka Tullia Ciotolaová. O den později zemřel turecký občan, dvacetiletý student Ayberk Manci. Poslední z popálených zemřel 14. března 2016. 
V červenci 2017 stoupl počet obětí na 65, když si vzal život jeden z přeživších, který v důsledku požáru ztratil většinu svých blízkých. Následky vážných popálenin a dalších zranění vyžadují léčbu po dobu minimálně několika let, několik desítek lidí má následky trvalé (amputace apod.) a nějakou formu léčby bude potřebovat do konce života.
Spolumajitelé klubu Alin George Anastasescu, Costin Mincu a Paul Cătălin Gancea byli policii zatčení 2. listopadu a obviněni ze zabití z nedbalosti. Obvinění byla vznesena také proti firmě provozující pyrotechniku a některým úředníkům, kteří klubu vydali povolení k provozu.
Klub byl otevřen v květnu 2013 v bývalé továrně vzdálené přibližně 1 kilometr od Paláce Parlamentu.
Protesty vyvolané požárem vedly k rezignaci vlády premiéra Victora Ponty.